# Dioclea marginata
Dioclea marginata är en ärtväxtart som beskrevs av George Bentham. Dioclea marginata ingår i släktet Dioclea och familjen ärtväxter. Inga underarter finns listade i Catalogue of Life.